# Barzowice
Barzowice [barzɔˈvit͡sɛ] (deutsch Barzwitz) ist ein Dorf in der polnischen Woiwodschaft Westpommern. Es gehört zur Landgemeinde (gmina wiejska) Darłowo (Rügenwalde) im Powiat Sławieński (Schlawer Kreis)

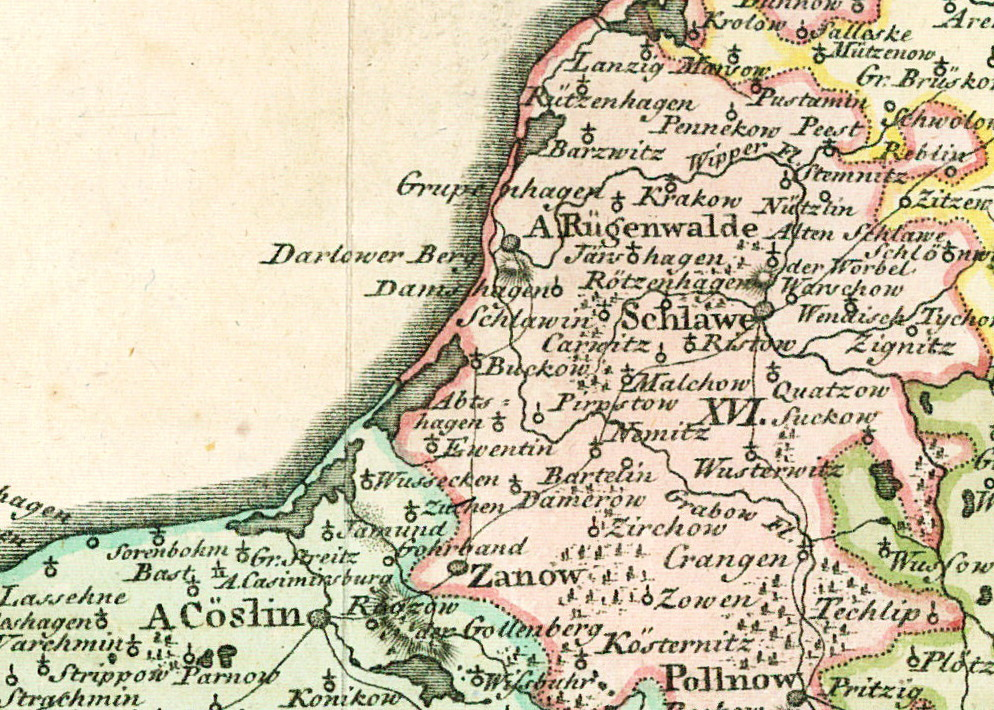
Kirchdorf Barzwitz nordöstlich von Rügenwalde und östlich des Vitter Sees auf einer Landkarte von 1794

## Geographische Lage
Das Kirchdorf liegt in Hinterpommern, etwa 17 Kilometer nordwestlich von Schlawe (Sławno) und zehn Kilometer nordöstlich von Rügenwalde (Darłowo).
Der Ort befindet sich am Hang eines Höhenzuges, der zum Vitter See (poln. Jezioro Kopań), einem Binnensee, und zur Ostsee abfällt. Die höchste Erhebung ist der ein Kilometer südöstlich des Dorfes gelegene Hügel Pigower Berg (Barzowicka Góra) mit 72 Metern über NN.

## Geschichte

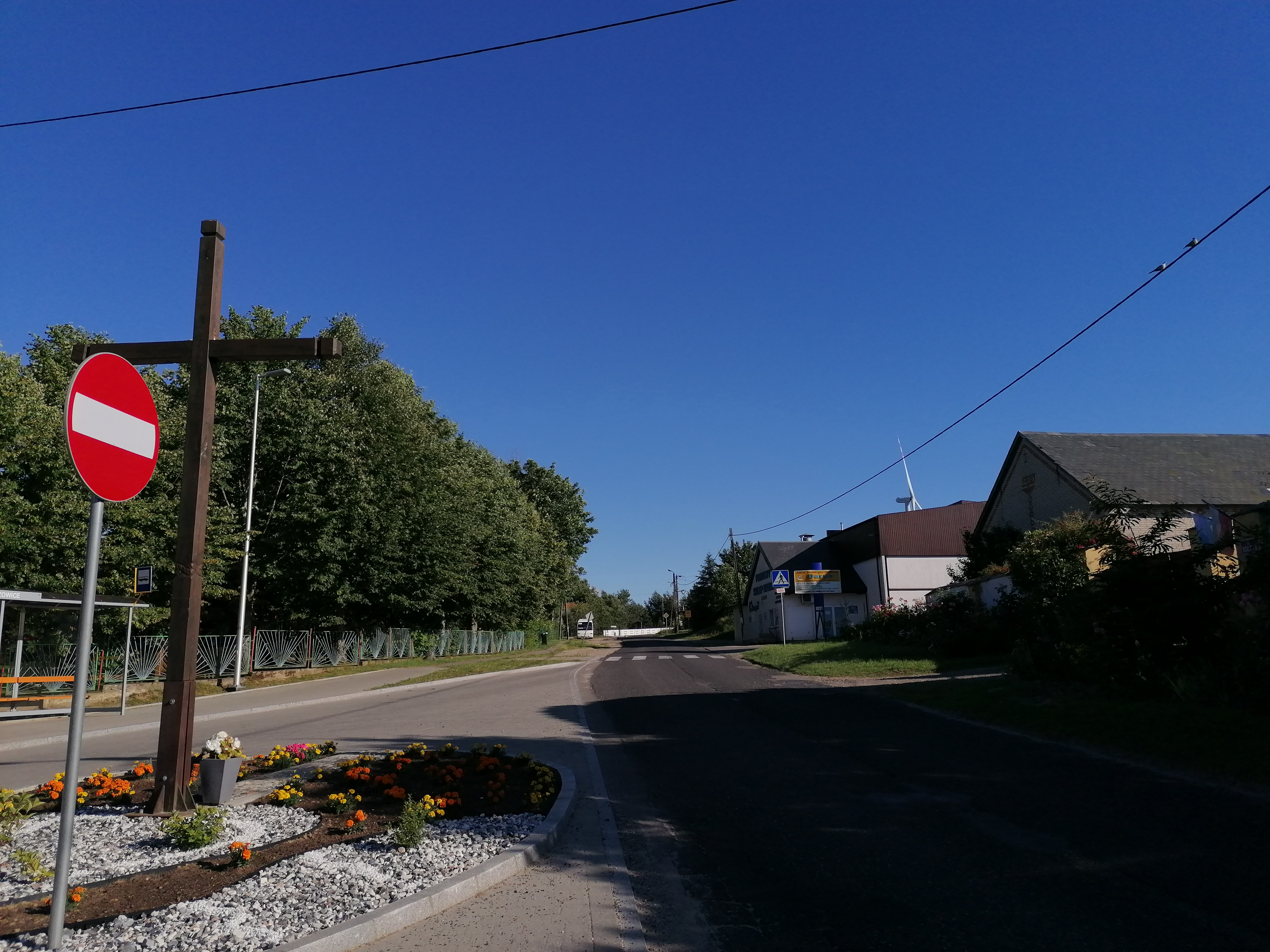
Dorfstraße im Zentrum (2020)

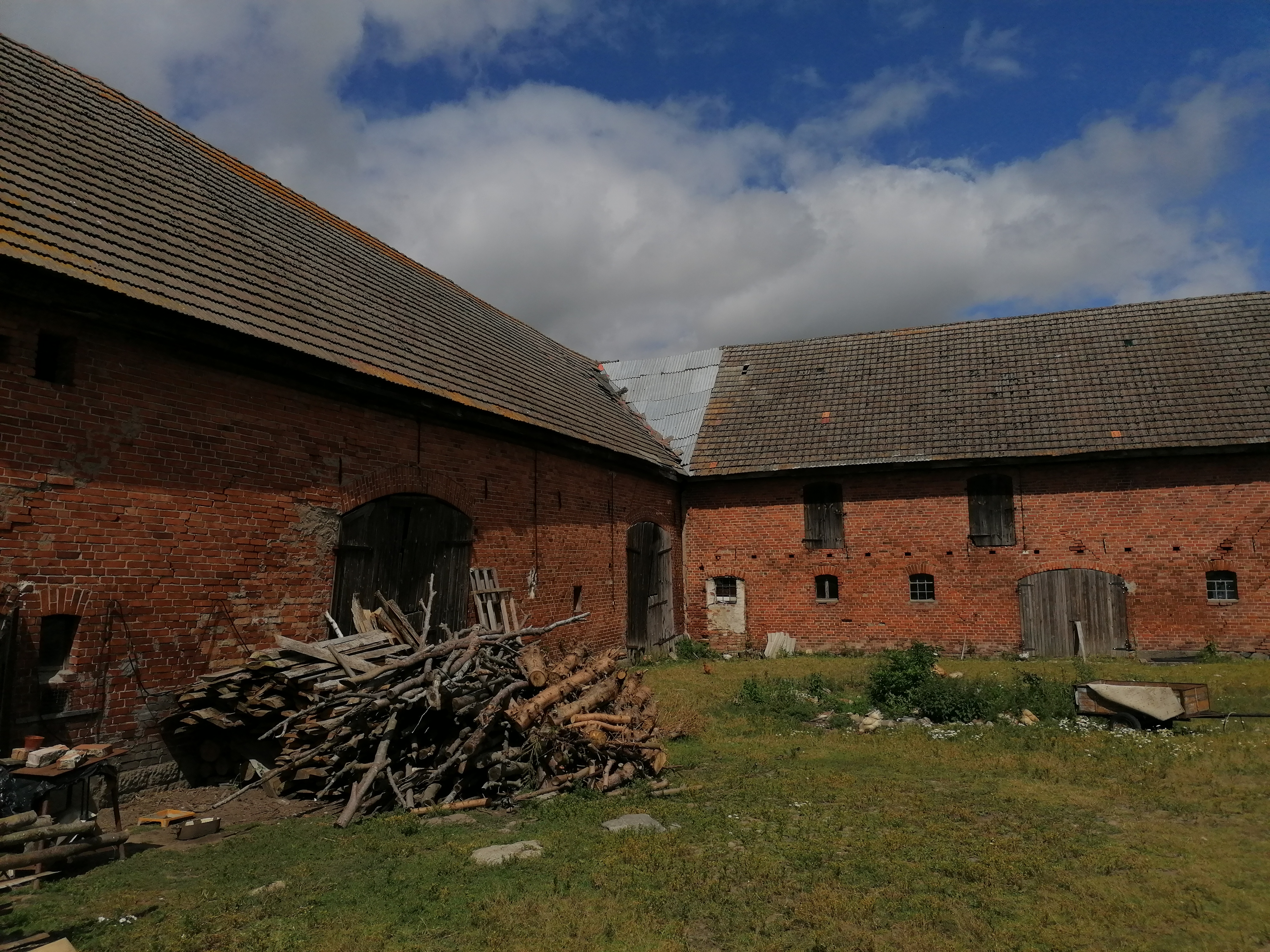
Wirtschaftsgebäude eines alten Bauerngehöfts (2020)

Das Dorf hieß bis 1945 Barzwitz und früher auch Barciz. Der Name soll mit der Ritterfamilie Bartus – Barthewitz – Bartowitz zusammenhängen, die im 14. Jahrhundert genannt wird. Ob der Familienname den Ortsnamen ergeben hat oder umgekehrt, ist nicht geklärt. Möglich ist auch eine Beziehung zur vorpommerschen Stadt Barth und dem Flüsschen Barthe, weil Barzwitz ursprünglich einmal dem Zisterzienserkloster Neuenkamp bei Franzburg in Vorpommern gehört hat.
Die hinterpommersche Siedlung geht auf wendische Zeit zurück. Ursprünglich war der Ort eine Rundlingsanlage um die Kirche, hat sich später jedoch zu einem Angerdorf mit breitem bebauten Anger erweitert. Der Siedlungskern mit Kirche und Schule liegt im Südteil des Dorfes an höchster Stelle.
Im Jahre 1275 schenkte Wizlaw II. von Rügen, der im Lande Schlawe Besitz hatte, dem Zisterzienserkloster Neuenkamp bei Franzburg drei Dörfer, darunter Barciz. Danach kam das Dorf bis 1350 zum Rügenwalder Amt, wo es als das größte und wohlhabendste Dorf galt. Im Jahre 1784 hatte Barzwitz einen Prediger, einen Küster, 21 Bauern einschließlich des Freischulzen, zwei Landkossäten, drei Straßenkossäten, acht Büdner, einen Schmied, ein Predigerwitwenhaus und einen Hirtenkaten und insgesamt 44 Feuerstellen (Haushalte).
Um 1935 hatte Barzwitz unter anderem einen Gasthof, eine Spar- und Darlehnskasse, zwei Gemischtwarenläden, eine Molkerei, zwei Mühlen, zwei Schmieden, einen Stellmacher und zwei Tischlereien.
Im Jahr 1945 war Barzwitz eine Landgemeinde im Landkreis Schlawe i. Pom. in der preußischen Provinz Pommern. Sie gehörte zum Amtsbezirk Palzwitz und zum Amtsgerichtsbereich Rügenwalde. Das Standesamt befand sich in Palzwitz.
Gegen Ende des Zweiten Weltkriegs marschierten am 7. März 1945 sowjetische Truppen in das Dorf ein. Mehrere Männer des Ortes wurden verschleppt und in Lager verbracht. Bereits Mitte 1945 wurde Hinterpommern von der Sowjetunion der Volksrepublik Polen zur Verwaltung überlassen. Danach wurden polnische Zivilisten aus Gebieten östlich der Curzon-Linie im Dorf angesiedelt. Barzwitz erhielt den polonisierten Ortsnamen Barzowice. Die einheimischen Dorfbewohner wurden ab 1946 allmählich von der örtlichen polnischen Verwaltungsbehörde aus Barzwitz vertrieben.
Der Ort ist heute Teil der Landgemeinde Darłowo im Powiat Sławieński.

### Demographie
| Jahr | Einwohner | Anmerkungen                                                                             |
| ---- | --------- | --------------------------------------------------------------------------------------- |
| 1818 | 349       | königl. Dorf mit einer Mutterkirche                                                     |
| 1864 | 629       | am 3. Dezember                                                                          |
| 1867 | 650       | am 3. Dezember                                                                          |
| 1871 | 613       | am 1. Dezember, davon 606 Evangelische und sieben Juden                                 |
| 1885 | 587       | am 1. Dezember, davon 578 Evangelische, ein Katholik und acht Juden, in 79 Wohngebäuden |
| 1905 | 546       |                                                                                         |
| 1910 | 535       | am 1. Dezember                                                                          |
| 1925 | 575       | darunter 565 Evangelische und vier Katholiken                                           |
| 1933 | 501       | [ 10 ]                                                                                  |
| 1939 | 475       | [ 10 ]                                                                                  |

## Kirche

### Pfarrkirche

Dorfkirche von Barzwitz (Aufnahme 2008), vermutlich noch aus dem 14. Jahrhundert, bis 1945 Gotteshaus der evangelischen Pfarrgemeinde Barzwitz

Die Kirche mit Westturm ist ein gotischer Backsteinbau aus der Zeit zwischen dem Ende des 14. Jahrhunderts und der zweiten Hälfte des 15. Jahrhunderts, der auf einem
Feldsteinsockel steht.
Die Außenmauern werden von regelmäßigen Strebepfeilern gestützt. Die Kirche wurde im 19. Jahrhundert umgebaut.
Das Kircheninnere mit der flachen Holzdecke hat zahlreiche Renovierungen erfahren. An dem Altar befinden sich die Figuren der Apostel Petrus und Paulus. Ein Taufbecken aus Messing enthält die Jahreszahl 1645, ein weiteres Taufbecken ist mit der Verkündigung Mariä geziert.
Um die Kirche liegt der alte, nicht mehr benutzte Friedhof im Schatten von sehr alten Bäumen, umgeben von einer Feldsteinmauer.
Nach 1945 wurde das Kirchengebäude, in dem über 400 Jahre lang evangelischer Gottesdienst gehalten worden war, zugunsten der Römisch-katholischen Kirche in Polen zwangsenteignet.

### Kirchspiel bis 1945
Die vor 1945 anwesende Dorfbevölkerung war fast ausnahmslos evangelisch. Bis 1945 gehörten zum evangelischen Kirchspiel Barzwitz die Orte: Barzwitz, Dörsenthin, Drosedow, Karzin, Vitte  und Zillmitz. Das evangelische Kirchspiel gehörte zum Kirchenkreis Rügenwalde der Kirchenprovinz Pommern in der evangelischen Kirche der Altpreußischen Union. Im Jahre 1940 zählte es 1278 Gemeindeglieder. Der Bestand an Kirchenbüchern reichte bis 1769 zurück.
Das katholische Kirchspiel war in Schlawe i. Pom.

### Kirchspiel seit 1946
Von den seit 1945 und Vertreibung der Einheimischen hier lebenden katholischen Polen wurde die beschlagnahmte Dorfkirche am 7. April 1948 umgeweiht und  dem Heiligen Franz von Assisi gewidmet.
Heute bildet Barzowice – nun mit seinen fast ausschließlich römisch-katholischen Pfarrmitgliedern – eine eigene Parochie (bis 1986 Pfarrsitz in Stary Kraków), zu der noch die Filialkirche Cisowo (Zizow) gehört. Es liegt im Dekanat Darłowo im Bistum Köslin-Kolberg der Katholischen Kirche in Polen. Zu ihm gehören 1645 Katholiken.
Die wenigen hier lebenden evangelischen Kirchenglieder gehören zum Kirchspiel Koszalin (Köslin) in der Diözese Pommern-Großpolen der polnischen Evangelisch-Augsburgischen Kirche.

### Evangelische Pfarrer bis 1945
1. Jacob Küttner (unter ihm wurde die lutherische Lehre eingeführt)
2. Paul Wiegmann, 1560–1611
3. Matthäus Tietze (Titius), 1611–1636
4. Johann Boye, 1636–1676
5. Philipp Palow, 1668–1690
6. Johannes Roth, 1690–1692
7. Joachim Andreas Wagner, 1692–1711
8. Nikolaus Gabriel Polemann, 1713–1731
9. Jakob Gottlieb Meyer, 1732–1740
10. Johann Christian Böhm, 1741–1742
11. Johann Gottfried Laeunen, 1743–1777
12. Georg Friedrich Andreä, 1777–1804
13. Samuel Christian Dreist, 1805–1839
14. Friedrich Meinhof, 1842–1881
15. Ernst Friedrich Robert Schönberg, 1882–1901
16. Konrad Kob, 1902–1927
17. Herbert Plesch, 1927–1936
18. Franz Birken, 1936–1945

## Schule
Im Jahre 1611 wird der erste Lehrer und Küster Jürgen Lange genannt. Er hatte freie Wohnung in einem Haus mit Garten. Bis 1945 war die Schule, die mitten im Dorf gegenüber Kirche und Pfarrhaus lag, zweiklassig. In ihr wurden ca. 75 Kinder unterrichtet. Letzte Lehrer vor dem Krieg waren Otto Parlow und Berta Kanies.

## Verkehr
Der Ort ist über die Landstraße 203 Koszalin (Köslin) (= 47 km) – Darłowo – Ustka (Stolpmünde) (= 38 km) über den Abzweig Drozdowo (Drosedow) bzw. Sulimice (Zillmitz) in zwei Kilometer Entfernung zu erreichen. Die nächste Bahnstation ist Darłowo an der PKP-Strecke Darłowo – Sławno – Korzybie.
Am südlichen Dorfende von Barzowice zweigt eine Nebenstraße in westlicher Richtung nach Palcewice (Palzwitz) (= 4 km) ab, am nördlichen Ende führt eine Nebenstraße in nordwestlicher Richtung nach Wicie (Vitte) (= 4 km) an die Ostsee. Die eigentliche Dorfstraße führt nach Rusinowo (Rützenhagen), von wo aus man durch das Wiesental der Główny Rów (Krautglawnitz) den Badeort Jarosławiec (Jershöft) (= 6 km) erreicht.

## Persönlichkeiten: Söhne und Töchter des Ortes
- Carl Meinhof (1857–1944), evangelischer Theologe und Afrikanist
- Johannes Meinhof (1859–1947), Pastor und Superintendent in Halle (Saale)